# Machaerium isadelphum
Machaerium isadelphum, biljna vrsta u porodici mahunarki, javlja se od penjaćice, pa do grma ili manjeg drveta. Raste tropskoj Americi, točnije u Brazilu, Peruu, Srednjoj Americi i Trinidadu i Tobagu.
Naraste od 3 do 10 metara, promjera 5 do 30cm. česta je uyz obale rijeka, ponekad u borovoj šumi, na visinama do 1200 metara.
Ova vrsta ima simbiozni odnos s određenim bakterijama u tlu. Te bakterije stvaraju nodule na korijenu i spremaju atmosferski dušik, pa tako ova biljka pomaže i kod rasta drugih biljaka u blizini.
Od kore drveta dobiva se smola, za koju se kaže da je lijek protiv zmijskog ugriza. Meko, vlaknasto drvo prikladna je samo za izradu sanduka i paleta, a koristi se i kao gorivo i za proizvodnju ugljena.